# Pleuratos III
Pleuratos III (gr.: Πλευράτος, Pleurátos) (zm. 181 p.n.e.) – król iliryjskich Ardiajów od r. 206 p.n.e. do swej śmierci. Syn króla Ardiajów Skerdylaidasa i jego nieznanej z imienia żony, córki Amyndara, króla epirskich Atamanów.
Ojciec Skerdylaidas w przymierzu z Rzymem i Związkiem Etolskim przeciw Filipowi V, królowi Macedonii. W r. 206 p.n.e., gdy armia rzymska nie przybyła, Etolowie z greckimi sprzymierzeńcami zawarli pokój z Filipem i jego sprzymierzeńcami. Rzym w tej sytuacji mógł zaatakować Macedonię tylko z Ilirii, wysyłając trzydzieści pięć okrętów i 11 tys. żołnierzy. Filip postanowił zablokować drogi lądowe. W r. 205 p.n.e. doszło do zawarcia pokoju w Fojnike w Epirze dzięki mediacji Związku Epirockiego. Filip V, pozostali członkowie Symmachii i król Bitynii Prusjasz I zawarli pokój z Rzymem, królem Pergamonu Attalosem I Soterem i Pleuratosem, który niedawno został nowym królem Ardiajów.
W r. 196 p.n.e. rzymska komisja senatorska przyznała Ardiajom „Lichnis i Parthos” (prawdopodobnie krainy na północ i zachód od jeziora Lichnitis). Latem r. 189 p.n.e. Rzymianie Ambrakię, twierdzę Etolów. Z tego powodu kazali swym sprzymierzeńcom, w tym Pleuratosowi, dostarczyć im swych wojsk. Później Rzym zawarł z Etolami pokój bez zasięgnięcia opinii swych sprzymierzeńców. 
Pleuratos miał z żoną Eurydyką z Macedonii dwóch synów: Gentiosa i Platora (zapewne zniekształcone imię Pleuratos). Żona jego miała syna Karawantiosa, zapewne z poprzedniego małżeństwa. Gdy Pleuratos zmarł w r. 181 p.n.e., następcą na tronie został syn Gentios. 